# Edmund Rubbra
Edmund Rubbra (23. května 1901 Northampton – 14. února 1986 Buckinghamshire) byl anglický hudební skladatel symfonie a pianista

## Život
Pocházel z dělnické rodiny. Jeho matka ho naučila hrát na klavír. Ve 14 letech opustil školu a začal pracovat v továrně, kde samostatně pokračoval ve svém hudebním vzdělávání. V letech 1921–1925 studoval v Royal College of Music pod dohledem Gustava Holsta a RO Morrisa. Během druhé světové války sloužil v Royal Artillery. Dále vystudoval vysokou školu Worcester College v Oxfordu a Guildhall School of Music and Drama v Londýně.

## Ocenění a vyznamenání
- V roce 1955 mu byla udělena Cobbett Medal za zásluhy v komorní hudbě.[1]

- Držitel Řádu britského impéria.[3]
- Čestné doktoráty na školách: Durhamské univerzity, Univerzity v Leicesteru a University of Reading.[1]